# 숫자 마케팅
숫자 마케팅(뉴메릭 마케팅·Numeric Marketing)은 숫자를 통해 브랜드, 상품의 인지도를 높이는 마케팅 기법을 말한다.

## 개요
글자보다 기억하기 쉽게 사람의 심리를 자극하는 숫자 마케팅은 브랜드나 상품의 특성을 나타내는 숫자를 활용하는 마케팅 기법이다. 이미지 전달이 빠르고 소비자의 호기심을 자극할 수 있는 장점이 있다.

## 사례
- 비타500
- 2080치약
- 배스킨라빈스 31
- 분양아파트‘369 마케팅’[2]